# Russkij rejd
Russkij rejd (russisk: Русский рейд) er en russisk spillefilm fra 2020 af Denis Krjutjkov.

## Medvirkende
- Ivan Kotik som Nikita
- Aleksandr Krasovskij
- Ilja Antonenko
- Vladimir Minejev
- Nikita Kologrivyj